# Light Flux
Light Flux es el sexagésimo noveno álbum de estudio del grupo alemán de música electrónica Tangerine Dream. Publicado el 29 de septiembre de 2017 por el sello Eastgate destaca por ser el décimo álbum de la serie denominada «cupdisc» de menor duración y que suelen incluir nuevas versiones de temas clásicos del grupo. También destaca por ser un álbum con dos versiones, una con tres canciones que se adjuntaba con los primeros 500 ejemplares del libro Tangerine Dream - Force Majeure: Die Autobiografie coescrita por Edgar Froese y Bianca Froese Acquaye, y otra versión posterior con seis canciones.

## Producción
Grabado en un periodo comprendido entre 1981 y 2014 en los estudios Eastgate (Viena) y Townend (Berlín) en Light Flux se encuentran varias canciones del periodo clásico del grupo y algunos temas inéditos.
«Green Summer Clouds» (2007) y «Reaching Ravenna» (2011) son dos composiciones interpretadas por Edgar Froese y Thorsten Quaeschning si bien el título de la primera de ellas adapta los títulos de tres de las cuatro canciones integradas en el álbum Green Desert (1986) aunque la composición no guarde ninguna relación. «Meteor» es una canción original de Froese procedente de las sesiones de grabación de su álbum en solitario Pinnacles (1983). «Nemesis» también es una canción original de Froese grabada en 1981 pero que hasta la fecha permanecía inédita. Finalmente «Tyger 2013», originalmente presentada en Tyger (1987), y «Logos 2014», en Logos Live (1982), son dos regrabaciones a cargo de Thorsten Quaeschning, Ulrich Schnauss, Hoshiko Yamane y Edgar Froese.

## Lista de temas
Versión incluida en Tangerine Dream - Force Majeure: Die Autobiografie
| N.º   | Título                | Escritor(es)                                   | Duración |  |
| 1.    | «Green Summer Clouds» | Edgar Froese Thorsten Quaeschning              | 13:33    |  |
| 2.    | «Meteor»              | Edgar Froese                                   | 6:39     |  |
| 3.    | «Tyger 2013»          | Christopher Franke Edgar Froese Paul Haslinger | 6:08     |  |
| 30:39 |                       |                                                |          |  |

Versión definitiva
| N.º   | Título                | Escritor(es)                                         | Duración |  |
| 1.    | «Green Summer Clouds» | Edgar Froese Thorsten Quaeschning                    | 13:33    |  |
| 2.    | «Meteor»              | Edgar Froese                                         | 6:39     |  |
| 3.    | «Tyger 2013»          | Christopher Franke Edgar Froese Paul Haslinger       | 6:08     |  |
| 4.    | «Reaching Ravenna»    | Edgar Froese Thorsten Quaeschning                    | 15:06    |  |
| 5.    | «Nemesis»             | Edgar Froese                                         | 9:05     |  |
| 6.    | «Logos 2014»          | Edgar Froese Christopher Franke Johannes Schmoelling | 6:19     |  |
| 61:09 |                       |                                                      |          |  |

## Personal
- Edgar Froese - sintetizadores y guitarra
- Thorsten Quaeschning - sintetizadores
- Ulrich Schnauss - sintetizadores
- Hoshiko Yamane - violín eléctrico
- Bianca F. Acquaye - diseño y producción